# 本山可久子
本山 可久子（もとやま かくこ、1932年〈昭和7年〉10月9日 - ）は、日本の女優。
東京市（現東京都）日本橋出身。長狭高等女学校（現・鴨川令徳高等学校）卒業。文学座演劇部所属。
母は俳人の鈴木真砂女。

## 来歴・人物
文学座附属演劇研究所に入所後、舞台を中心に活動する一方、テレビドラマにも堅実なバイプレイヤーとして多数出演。1970年代になると主人公の母親役や妻役が増え、その演技力から不幸な目に遭遇する役での出演も多かった。ちなみに1972年の『帰ってきたウルトラマン』第43話では根上淳演じる伊吹隊長の夫人役でゲスト出演したが、根上とは1975年に『傷だらけの天使』第23話においても夫婦役で共演している。後者では悲運な妻役だった。
現在も演劇の舞台で女優活動を続けている。
特技は乗馬、和裁。

## 出演

### 舞台
- 崑崙山の人々（1951年、三越劇場）
- 肥前風土記（1956年、第一生命ホール）
- 三人姉妹（1964年、朝日生命ホール）
- 欲望という名の電車（1964年、朝日生命ホール）
- おりき（1965年、厚生年金会館小ホール）
- 女の一生（1968年、東横劇場～渋谷公会堂）
- 阿Q外傳（1969年、朝日生命ホール）
- 華岡青洲の妻（1970年、東横劇場～国立劇場大劇場）
- 女の一生（1973年、東横劇場）
- 夢夢しい女たち（1986年、俳優座劇場）
- 似顔絵のひと（1990年、サンシャイン劇場）
- 恋ぶみ屋一葉（1994年、新橋演舞場）
- 特ダネ狂騒曲（1996年、紀伊國屋ホール）
- 盛装（1997年、三越劇場）
- 家路（1999年 - 2004年、三越劇場他）
- ふりだした雪（2001年、六行会ホール）
- 最果ての地より さらに遠く（2005年、俳優座劇場）
- 雪（2007年、六行会ホール）
- 長崎ぶらぶら節（2008年、東京芸術劇場）
- 風のつめたき櫻かな（2008年、紀伊國屋サザンシアター）
- おーい幾多郎（2008年、吉祥寺シアター）

### 映画
- 恐喝（1958年、東宝） - 洋子
- 暗夜行路（1959年、東宝） - 看護婦A
- 母（1963年、近代映画協会） - 患者の若い妻
- 二匹の牝犬（1964年、東映） - トク子
- 性の起原（1967年、松竹） - 看護婦
- 闇の中の魑魅魍魎（1971年、松竹） - 染物屋の内儀
- 賛歌（1972年、ATG） - 内儀
- 新どぶ川学級（1976年、日活） - 須藤の母
- 凍河（1976年、松竹） - 武田婦長

### テレビドラマ
- 父帰る（1958年、NHK）
- 夫婦百景（1958年、NTV）
- ここに人あり（1959年、NHK）
- 夜の炎（1960年、NTV）
- 家庭の事情（1962年、CX）
- 黒いデート（1962年、NET）
- 松本清張シリーズ・黒の組曲（1962年、NHK）
  - 第22話「初登攀」 - 高坂冴子
  - 第32話「真贋の森」 - 酒匂とも子
- やぶれ家族（1964年、NTV）
- 大河ドラマ（NHK）
  - 赤穂浪士（1964年） - 広
  - 三姉妹（1967年） - お志津
  - 元禄太平記（1975年） - 河内局
  - 徳川家康（1983年） - 本多作左衛門の妻
- 七人の刑事 第298話「空へ逃げた男」（1967年、TBS）※本田可久子と誤記
- 鬼平犯科帳 (松本幸四郎) 第1シリーズ （1970年、NET / 東宝）
  - 第14話「お雪の乳房」- おかね
  - 第49話「神田明神裏」- 三津
- 徳川おんな絵巻 第15話「幻の姦通」、第16話「愛と野望と」（1971年、KTV / 東映） - お多見の方
- 人形佐七捕物帳 第22話「音羽の猫」 （1971年、NET / 東宝） - おしの
- ひまわりの道（1971年、TBS）
- おれは男だ! 第32話「おれも男だ!」（1971年、NTV / 松竹）
- 鬼平犯科帳 (松本幸四郎) 第2シリーズ 第12話「鈍牛」（1971年、NET / 東宝） - おまな（柏屋の妻）
- 帰ってきたウルトラマン 第43話「魔神 月に咆える」（1972年、TBS / 円谷プロ） - 伊吹葉子（伊吹竜 MAT隊長の妻）
- レインボーマン（1972年 - 1973年、NET / 東宝） - ヤマトたみ（ヤマトタケシの母親）
- 太陽にほえろ!（NTV / 東宝）
  - 第16話「15年目の疑惑」（1972年） - 中沢夫人
  - 第29話「奪われたマイホーム」（1973年） - 寺川君江
  - 第91話「おれは刑事だ!」（1974年） - 吉見夫人
  - 第204話「厭な奴」（1976年） - 津川夫人
  - 第301話「銀河鉄道」（1978年） - 斎藤夫人
  - 第404話「鍵のかかった引き出し」（1980年） - 久保夫人
  - 第662話「制服よさらば」（1985年） - 藤川（坂本の元妻）
  - 第715話「山さんからの伝言」（1986年） - 飯田節子
- 飛び出せ!青春 第35話「私はダメな女!?」（1972年、NTV / 東宝） - おしず
- 泣くな青春 第11話「父と子の接点」（1972年、CX / 東宝）
- 火曜日の女シリーズ 男と女と（1973年、NTV / 国際放映）- 矢倉良子
- ジキルとハイド 第10話「二つの母の顔」（1973年、CX / 東宝） - 相田かよこ
- 剣客商売 第17話「兎と熊」（1973年、CX / 東宝 / 俳優座）
- 江戸を斬る 梓右近隠密帳 第1話「江戸を斬る」（1973年、TBS / C.A.L） - お類
- 子連れ狼（NTV / ユニオン映画）
  - 第1部 第26話「大五郎絶唱」（1973年） - おかん
  - 第2部 第7話「狼来たりなば」（1974年） - おつじ
- 高校教師（1974年、12ch / 東宝） - 浅野秋子の母
- 大岡越前（TBS / C.A.L）
  - 第4部（1974年） - 村上源次郎（大坂志郎）の後妻・美乃　※準レギュラー
  - 第6部 第16話「因業大家と人情大工」（1982年6月21日） - お千代
- 傷だらけの天使 第23話「母の胸に悲しみの眠りを」（1975年、NTV / 東宝） - 中岡文枝
- はぐれ刑事 第7話「蒸発」（1975年、NTV / 国際放映） - 花谷の義姉
- 夜明けの刑事 第54話「消えた女子高校生の秘密」（1976年1月7日、TBS / 大映テレビ）
- 遠山の金さん 第1シリーズ 第48話「長命庵に散った夢」（1976年、NET / 東映）- お紋
- 俺たちの旅 第26話「男は力いっぱい生きるのです」（1976年、NTV / ユニオン映画） - 上村の妻
- 東芝日曜劇場（TBS）
  - それでも春（1977年）
  - つゆくさ・愛（1982年8月22日、CBC） - たかえ
  - 護送（1989年）
- 水戸黄門 第8部 第1話「薩摩へ向う世直し旅 -江戸-」（1977年、TBS / C.A.L） - お徳
- 岸辺のアルバム 第9話（1977年、TBS） - 多紋英子
- 土曜ドラマ / 松本清張シリーズ 「最後の自画像」（1977年、NHK） - 瀬戸口道江
- 俺たちの祭 第4話「遠い光」（1977年、NTV / ユニオン映画）
- 江戸の旋風III 第26話「女狐仁義」（1977年、CX） - おたみ
- 白い巨塔 第1話（1978年、CX）
- 飢餓海峡（1978年、CX）
- 新幹線公安官 第2シリーズ 第8話「片道切符の旅路」（1978年、ANB / 東映） - 谷村キヨ
- 柳生一族の陰謀 第8話「女豹の肌」（1978年、KTV / 東映） - 松島
- 阿修羅のごとく（1979年、NHK） - 民子（枡川の女中頭）
- 燃えろアタック（1979年 - 1980年、ANB / 東映） - 小鹿里子
- 騎馬奉行 第4話「狐狩り伝説・皆殺しの村」（1979年、KTV / 東映）
- あさひが丘の大統領 第30話「初恋よ、こんにちは!」（1980年、NTV / ユニオン映画）
- 3年B組金八先生 第2シリーズ 第4話「人助けカンパ事件」（1980年、TBS） - 塚辺洋の母
- 太陽戦隊サンバルカン 第6話「機械の支配する家」（1981年、ANB / 東映） - 秋野夫人
- 江戸の用心棒 第13話「小さな女主人」（1981年、CX / 東宝 / 映像京都）
- 特捜最前線（ANB / 東映）
  - 第283話「或る疑惑」（1982年） - 吉永夫人
  - 第359話、第360話「哀・弾丸・愛 7人の刑事たち」（1984年） - 高杉幹子巡査の母
- だんなさまは18歳 第1話「式はOK 儀式はNO?!」（1982年、TBS / 大映テレビ） - 辰也の母
- どっきり天馬先生（1983年、CX）
- 青が散る（1983年、TBS）
- 大奥 第47話「年上の佳人」（1984年、KTV / 東映） - 萩原やす
- 火曜サスペンス劇場 / 二度目のさよなら（1985年、NTV） - 佐々木夫人
- 木曜ゴールデンドラマ / 嫁・姑・大姑（1985年、NTV）
- 土曜ワイド劇場（ANB）
  - 牟田刑事官事件ファイル 第3作「見合い旅行殺人事件」（1985年）
  - 西村京太郎トラベルミステリー
    - 第14作「愛と死の飯田線」（1989年） - 杉の子学園園長
    - 第19作「L特急踊り子号殺人事件」（1991年）
- ドラマ女の手記 / 女子刑務官物語（1986年、TX / キネマ東京）
- 大都会25時 第23話「逃亡犯! 遅すぎた母の愛」（1987年、ANB / 東映）
- はぐれ刑事純情派 第1シリーズ 第5話「記憶を消された女」（1988年、ANB / 東映）
- ドラマ23 / 妻（1988年、TBS）
- 長七郎江戸日記 第2シリーズ 第49話「奇妙な息子」（1989年、NTV / ユニオン映画） - お峰
- 噺家カミサン繁盛記 第6回（1991年、CX） - かえる家小はん太の母親
- すずらん（1999年、NHK）
- 植物男子ベランダー SEASON2 第8話「狂喜の植木市、再び」（2015年7月16日、NHK BSプレミアム） - 老婦人

## 声の出演
映画
- われら人間家族（1966年、近代映画協会） - ナレーター

アニメ
- ベルサイユのばら（1979年 - 1980年、NTV / 東京ムービー新社） - 語り手、ソフィー内親王[要出典]
- 地獄少女 宵伽（2017年） - 長田トシ

吹き替え
- 洋画
  - アレキサンダー大王（TBS版） - オリュンピアス役（演ダニエル・ダリュー）
  - 心の旅路（テレビ版1） - マーガレット・ハンソン役（演グリア・ガースン）
  - スター・ウォーズ（日本テレビ版1） - ベルー・ホワイトサン・ラーズ役（演シラー・フレイザー）
  - マーティ（NETテレビ版） - クララ・スナイダー役（演ベッツィ・ブレア（英語版））
- 海外ドラマ
  - FBIアメリカ連邦警察 (TBS) - 第15話ジーン・デービス役（演ダイナ・メリル）
  - 逃亡者 (1963年のテレビドラマ)（TBS） - 第22話ミリー役（演リー・グラント）、#117（バーバラ〈ジャニス・ルール〉）
  - ER緊急救命室（NHK） - 病理学者・アプトン
  - 刑事コロンボ・黒のエチュード（NHK版） - リジー・フィールディング役（演マーナ・ロイ）
  - コンバット!（TBS）
  - 走れチェス(NHK) - （演キャロル・ウェルズ）
  - 看護婦物語(NHK) - （演スーザン・コーナー）
  - 若草物語(1978年のテレビ映画)（母〈ドロシー・マクガイア〉）

ゲーム
- アニマムンディ 終わりなき闇の舞踏（花梨エンターテイメント） - ナレーション

## 著書
- 今生のいまが倖せ…母、鈴木真砂女（2005年、講談社） ISBN 4062127873